# Prespa Lacus
Il Prespa Lacus è una struttura geologica della superficie di Titano.